# Фриц Тот
Фриц Тот (на немски: Fritz Todt) е германски строителен инженер и високопоставен нацист. Той се издига от позицията генерален инспектор на германските пътища, от която води строителството на германските аутобани, до райхсминистър на въоръжаването и боеприпасите. Като такъв, той ръководи цялата военна икономика на Германия. Към началото на Втората световна война той започва така наречената от Адолф Хитлер организация „Тот“ – военно-инженерна компания, която снабдява промишлеността с принудителен труд и командва построяването на нацистките концентрационни лагери в късната фаза на войната. Тот умира в самолетна катастрофа през 1942 г.

## Ранен живот
Тот е роден в Пфорцхайм, Велико херцогство Баден (днес Баден-Вюртемберг), син на Емил Тот (1861 – 1909) и Елизе Унтерекер (1869 – 1935). Баща му притежава малка фабрика за пръстени. През 1910 г. Тот се записва доброволец в армията за една година. В периода 1911 – 1914 г. учи инженерство в Мюнхенския технически университет и в Техническия институт Карлсруе, като от последния завършва със степен по строително инженерство.
През Първата световна война първоначално служи в пехотата, а по-късно като фронтови разузнавач в редиците на Имперските военновъздушни сили (Luftstreitkräfte). За службата си е награден с Железен кръст. След войната продължава с образованието си до 1920 г.

## Кариера
През 1921 г. Тот работи във водноелектрически централи, а по-късно същата година започва работа за строителната компания Sager & Woerner, където остава до 1933 г. На 5 януари 1922 г. се присъединява към НСДАП. През 1931 г. става Оберфюрер (старши полковник) в редиците на Щурмабтайлунг, който по това време се командва от Ернст Рьом. През 1932 г. Тот завършва дисертацията си към Мюнхенския технически университет на тема „Източници на дефекти при изграждането на асфалтови пътни настилки“, след което получава докторска степен.

### Нацистка Германия
През юли 1933 г., пет месеца след като Хитлер завзема властта, Тот е назначен за генерален инспектор на германските пътища (Generalinspektor für das deutsche Straßenwesen). Тази власт му позволява да изпадне извън йерархията на райхсминистерствата – Тот е подчинен директно на Хитлер. Личните му бизнес възгледи и успехът на магистралните му проекти държат Тот във вътрешното обкръжение на Хитлер. В същото време, неговата позиция на технически експерт и на човек незаинтересован от вътрешната борба за власт го спасяват от партийните му съперници дълго време.:с. 44 Възложена му е задачата да организира нова строителна компания за построяване на магистралите (Reichsautobahnen). Той е редактор на писанието Die Strasse, което се издава от службата му в периода 1934 – 1942 г. За работата си по аутобаните, през 1938 г. Тот е награден с „Германска национална награда за изкуство и наука“ от Хитлер, заедно Ернст Хайнкел, Фердинанд Порше и Вили Месершмит. Хитлер учредява тази рядка награда през 1937 г. като заместител на Нобеловата награда, но спира връчването ѝ поради избухването на Втората световна война.
През 1938 г. Тот е назначен за директор на Главния офис за инженерство в Националната дирекция на НСДАП, а през декември същата година е направен генерален комисар по регулиране на строителната индустрия. Към началото на Втората световна война в Европа, той е произведен в чин генерал-майор в Луфтвафе. През май 1938 г. учредява организация „Тот“ (OT), свързвайки заедно правителствени фирми, частни компании и Службата за трудова повинност. Организацията използва около 800 000 принудени работници от страните, които Германия окупира в хода на войната. Тот е отговорен за построяването на линията „Зигфрид“ за защита на германските земи.
На 17 март 1940 г. Тот е назначен за райхсминистър на въоръжаването и боеприпасите (Reichsminister für Bewaffnung und Munition), което на практика означава, че му доверено управлението на цялата военна икономика.
След нахлуването в Съветския съюз през юни 1941 г., Тот е назначен да ръководи възстановяването на инфраструктурата там. Същата година започва да става все по-дистанциран от командирите на Вермахта, но най-вече от райхсмаршал Херман Гьоринг, който е главнокомандващ на Луфтвафе. След обиколка за инспекция на Източния фронт, Тот се оплаква на Хитлер, че без по-добро оборудване и провизии за въоръжените сили би било по-добре да се приключи войната със Съветския съюз. Той смята, че във военно и икономическо отношение, Германия вече е загубила войната. Хитлер отхвърля оценката му и продължава офанзивата си.
По случай 50-ия си рожден ден през 1941 г. основава фондацията „Д-р Фриц Тот“. Целта на ѝ да насърчава младите технически таланти, особено младите хора от бедни семейства чрез субсидии за обучение.

## Смърт
На 8 февруари 1942 г., малко след като излита от летището на Вълчата бърлога (Растенбург), самолетът на Тот се разбива. Погребан е в Инвалиденфридхоф, Берлин. Посмъртно става първият носител на новоучредения Германски орден – най-престижната награда, която Нацистката партия връчва, за заслуги от най-висока степен към държавата и партията.
Съществуват предположения, че Тот може да е жертва на убийство, макар това никога да не е потвърдено. Наследник на Тот като райхсминистър става Алберт Шпеер. Шпеер споменава разследването на Въздушното министерство относно самолетната катастрофа, което според него завършва с изречението: „Възможността за саботаж е изключена. Следователно, по-нататъшни мерки нито са необходими, нито са предвидени.“. Шпеер, който отказва да лети на същия полет, смята тази формулировка за „любопитна“.:с. 279